# P7zip
p7zip är en portering av kommandoradsversionen av filarkiveraren 7-Zip (berömd för dess införande av LZMA-formatet för hög komprimering) till POSIX-anpassade operativsystem som Unix, Linux, FreeDOS, Windows NT och Mac OS. p7zip är fri programvara distribuerad under GNU LGPL.
Webbplatser, nedladdning och mer att läsa för de olika finns nederst på denna länkade sida.